# Ильиных, Ирина Анатольевна
Ирина Анатольевна Ильиных (в девичестве Бы́кова; род. 29 января 1972 года, Тобольск) — российская биатлонистка, чемпионка Европы (1999), неоднократная чемпионка России. Мастер спорта России международного класса.

## Биография
Занималась биатлоном с восьмого класса. Первый тренер — Константин Иннокентьевич Садовников, тренеры — Н. Я. Ильиных, А. А. Русских, В. А. Аликин. Выступала за спортивный клуб Вооружённых Сил и Ханты-Мансийский автономный округ.
На чемпионате Европы 1999 года в Ижевске одержала победу в эстафете в составе сборной России вместе со Светланой Черноусовой, Натальей Соколовой и Ириной Дьячковой-Мальгиной.
Неоднократно становилась призёром чемпионата России, в том числе в 1999 году выиграла золотые медали (дисциплина неизвестна)[уточнить], в 2004 году становилась чемпионкой в командной гонке и гонке патрулей. Становилась победительницей этапа Кубка Европы.
После завершения карьеры работает тренером-преподавателем, заведующей кафедрой теории и методики воспитания физической культуры и спорта Тобольского пединститута им. Д. И. Менделеева. Имеет международную категорию судьи по биатлону (2011), участвовала в качестве судьи в зимней Олимпиаде-2014 в Сочи.

## Личная жизнь
Замужем за своим тренером Николаем Ильиных.
Окончила Тобольский педагогический институт имени Д.И. Менделеева (1994).